# Hermann-Bernhard Ramcke
Hermann-Bernhard Ramcke (24 januari 1889 in Schleswig - 5 juli 1968 in Kappeln) was een Duits militair die het tot General der Fallschirmtruppe (driesterrengeneraal) bracht. Hij werd door Adolf Hitler gedecoreerd met het Ridderkruis van het IJzeren Kruis met de versierselen Eikenloof, Zwaarden en Briljanten. Van de ruim tien miljoen militairen die Duitsland tijdens de oorlog onder de wapenen had, kregen slechts 27 deze onderscheiding.
Hermann-Bernhard Ramcke die ook in de Eerste Wereldoorlog had gevochten werd na de Tweede Wereldoorlog vervolgd en veroordeeld wegens oorlogsmisdaden in Brest. Hij kreeg in 1951 vijfenhalf jaar gevangenisstraf wegens het gevangennemen van gijzelaars, moord op Franse burgers, plundering van privébezit en het opzettelijk verwoesten en verbranden van woonhuizen.
Na zijn gevangenname op 19 september 1944 was hij een gevangene in Trent Park, de speciaal voor krijgsgevangen generaals ingerichte villa in Engeland. Daar werden hij en zijn collegae voortdurend afgeluisterd.
Na de oorlog associeerde de in 1951 vrijgelaten Hermann-Bernhard Ramcke zich met de veteranen van de SS, neonazi's en andere extreemrechtse politieke stromingen.

## Carrière
Ramcke bekleedde verschillende rangen in zowel de Kaiserliche Marine als Heer. De volgende tabel laat zien dat de bevorderingen niet synchroon liepen.
| Datum                                                                | Kaiserliche Marine       | Reichswehr   | Heer           | Luftwaffe                    |
| -------------------------------------------------------------------- | ------------------------ | ------------ | -------------- | ---------------------------- |
| 4 april 1905:                                                        | Schiffsjunge             | —            | —              | —                            |
| 26 september 1907:                                                   | Matrose                  | —            | —              | —                            |
| 1 juli 1909:                                                         | Obermatrose              | —            | —              | —                            |
| 1 april 1912:                                                        | Bootsmannsmaat           | —            | —              | —                            |
| 19 juli 1915:                                                        | Oberbootsmannsmaat       | —            | —              | —                            |
| 11 september 1915:                                                   | Feldwebel                | —            | —              | —                            |
| 5 december 1916:                                                     | Offiziers-Stellvertreter | —            | —              | —                            |
| 18 juli 1918 (Patent vanaf 13 februari 1913):                        | Leutnant                 | —            | —              | —                            |
| 15 januari 1921 - RDA 21 juni 1918; later veranderd in 20 juni 1918: | —                        | Oberleutnant | —              | —                            |
| 1 februari 1927:                                                     | —                        | Hauptmann    | —              | —                            |
| 1 september 1934:                                                    | —                        | Major        | —              | —                            |
| 16 maart 1937 - RDA 1 maart 1937:                                    | —                        | —            | Oberstleutnant | —                            |
| 29 februari 1940 - RDA 1 maart 1940:                                 | —                        | —            | Oberst         | —                            |
| 1 augustus 1940 – RDA 1 oktober 1938:                                | —                        | —            | —              | Oberst                       |
| 22 juli 1941 - RDA 1 augustus 1941:                                  | —                        | —            | —              | Generalmajor                 |
| 21 december 1942:                                                    | —                        | —            | —              | Generalleutnant              |
| 14 september 1944 - RDA 1 september 1944:                            | —                        | —            | —              | General der Fallschirmtruppe |

## Decoraties
- Ridderkruis van het IJzeren Kruis (nr.292) op 21 augustus 1941 als Oberst en Commandant van het Fallschirmjäger-Sturm-Regiment[6][7][8][4][5]
- Ridderkruis van het IJzeren Kruis met Eikenloof (nr.145) op 13 november 1942 als Generalmajor en Commandant van het Fallschirmjäger-Brigade "Ramcke"[7][9][8][4][5]
- Ridderkruis van het IJzeren Kruis met Eikenloof en Zwaarden (nr.99) op 19 september 1944 als General der Fallschirmtruppe en Commandant van Fortress Brest[7][9][8][4][5]
- Ridderkruis van het IJzeren Kruis met Eikenloof, Zwaarden en Briljanten (nr.20) op 19 september 1944 als General der Fallschirmtruppe en Commandant van Festung Brest[7][9][8][4][5]
- IJzeren Kruis 1914, 1e Klasse (21[8][5] / 27[4] januari 1917) en 2e Klasse (17 april 1916[5][8][10][11][4])
- Gouden Kruis voor Militaire Verdienste op 24 april 1918[12][5]
- Gewondeninsigne 1918 in goud (3 november 1918[10][11][11][13][8][4][5])
- Baltenkruis, 1e Klasse en 2e Klasse (5 november 1919[8][5])
- Erekruis voor Frontstrijders in de Wereldoorlog op 26 januari 1935[11][8][4][5]
- Dienstonderscheiding van Leger en Marine (Duitsland) voor (25 dienstjaren)[7][11] op 2 oktober 1936[8][4][5]
- Herhalingsgesp bij IJzeren Kruis 1939, 1e Klasse (23 mei 1941[5][8][7]) en 2e Klasse (1 oktober 1939[5][8][7])
- Fallschirmspringerabzeichen op 1 augustus 1940[7][14][5]
- Erdkampfabzeichen der Luftwaffe[7][8][5]
- Onderscheiding voor Trouwe Dienst (Pruisen), 1 Klasse op 20 oktober 1919[4][8]
- Zilveren medaille voor Dapperheid in 1942[7][8][4][5]
- Gezamenlijke Piloot-Observatiebadge in Goud met Diamanten voor mannen[4][7][8][4][5]
- Mouwband Afrika[7][8][4][5]
- Mouwband Kreta[7][8][4][5]
- Hij werd vijfmaal genoemd in het Wehrmachtsbericht. Dat gebeurde op:
- 9 juni 1941[15][4]
- 9 november 1942[16][4]
- 10 september 1942[4]
- 10 september 1944[17][4]
- 21 september 1944[18][4]

## Publicaties
- (de)  Ramck, Hermann Bernhard. Vom Schiffsjungen zum Fallschirmjäger-General.
- (de)  Ramck, Hermann Bernhard. Fallschirmjäger – damals und danach. 1951
- (de)  Ramck, Hermann Bernhard. Vom Ritterkreuzträger zum Angeklagten.

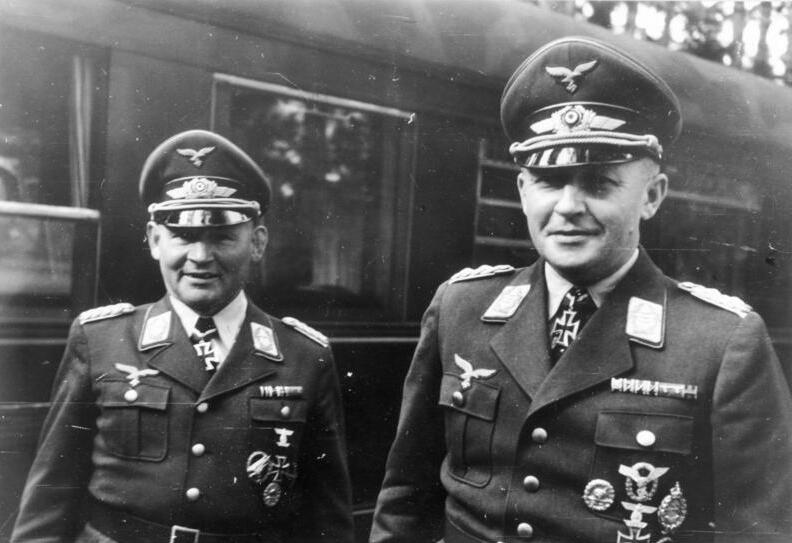
Bernhard-Hermann Ramcke, Kurt Student, 1941
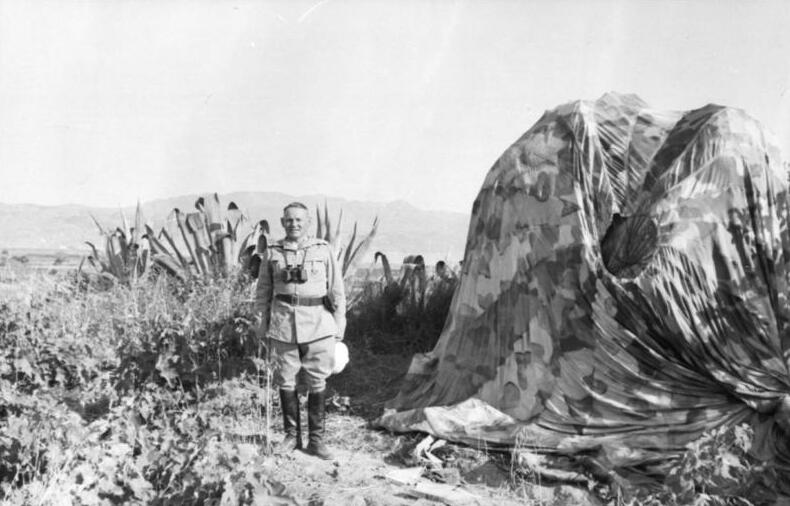
Bernhard-Hermann Ramcke naast een Fallschirm, mei 1941.
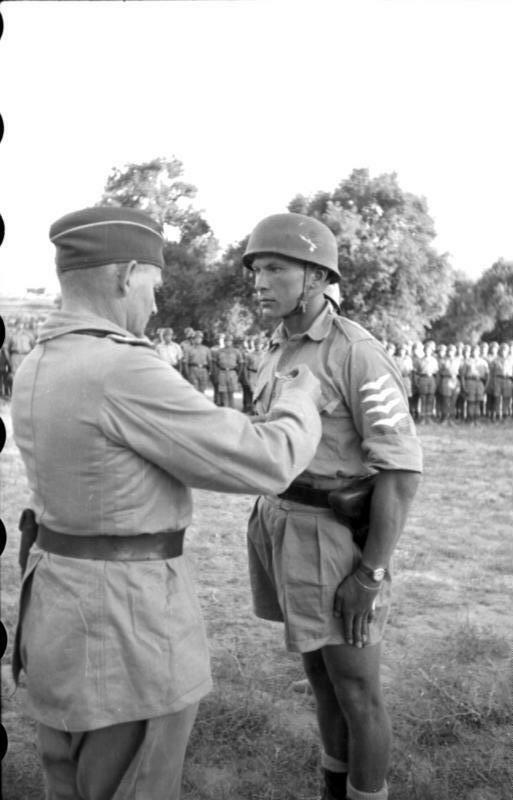
Kreta, Bernhard-Hermann Ramcke tijdens een uitreiking van een onderscheiding.
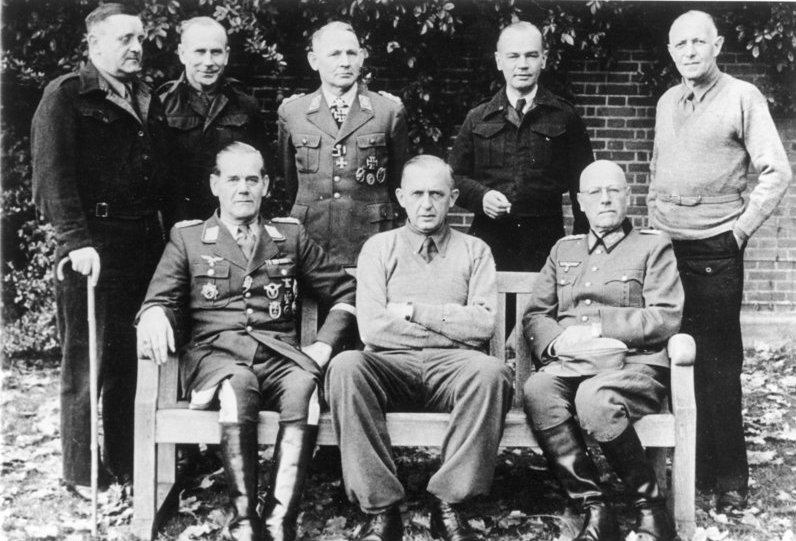
Bernhard-Hermann Ramcke (achterste rij, 3e van links) in Trent Park Kamp, november 1944.